# 西祖谷山村重末
西祖谷山村重末（にしいややまむらしげすえ）は、徳島県三好市の町名。郵便番号は778-0101。

## 地理
三好市の南部に位置。北は西祖谷山村一宇・西祖谷山村冥地・西祖谷山村善徳、東は西祖谷山村今久保、西は西祖谷山村尾井ノ内、南は西祖谷山村東山・西祖谷山村南山・西祖谷山村有瀬とそれぞれ接する。北境の一部は祖谷川が流れている。

### 河川
- 祖谷川

### 小字
- 重末日浦

## 歴史
- 2006年（平成18年）3月1日 - 三好郡西祖谷山村が三野町・池田町・山城町・井川町・東祖谷山村と合併して三好市が発足し、現在の町名となる。

## 世帯数と人口
2021年（令和3年）12月31日現在の世帯数と人口は以下の通りである。
| 町丁           | 世帯数 | 人口 |
| -------------- | ------ | ---- |
| 西祖谷山村重末 | 29世帯 | 49人 |

## 小・中学校の学区
市立小・中学校に通う場合、学区は以下の通りとなる。
| 番地 | 小学校             | 中学校               |
| ---- | ------------------ | -------------------- |
| 全域 | 三好市立檪生小学校 | 三好市立西祖谷中学校 |

## 施設
- 杉のたわ
- 重末八幡神社
- レンタルハウスFOREST

## 交通

### 鉄道
- 最寄駅はJR土讃線の大歩危駅。